# Alekséyevskaya (Krasnodar)
Alekséyevskaya (del ruso: Алексеевская) es una stanitsa del raión de Tijoretsk del krai de Krasnodar, en Rusia. Está situada en las llanuras de Kubán-Priazov, en la orilla izquierda del Chelbas, frente a Moskalchuk, 9 km al sudeste de Tijoretsk y 119 km al nordeste de Krasnodar, la capital del krai. Tenía 3 358 habitantes en 2010.
Es cabeza del municipio Alekséyevskoye, al que pertenecen asimismo Kirpichni, Krasnoktiábrskaya, Krasni Partizán, Moskalchuk, Novoarjángelskaya, Ovoshnói, Prigorodni y Shkolni. El municipio en su conjunto contaba 7 338 habitantes

## Historia
La localidad fue fundada en 1909, y fue elevada al rango de stanitsa en 1922.

## Demografía
| 2002  | 2010  |
| ----- | ----- |
| 3 261 | 3 358 |

### Composición étnica
De los 3 261 habitantes que tenía en 2002, el 90,1 % era de etnia rusa, el 4,4 % era de etnia armenia, el 2,7 % era de etnia ucraniana, el 0,4 % era de etnia tártara, el 0,4 % era de etnia bielorrusa, el 0,2 % era de etnia gitana, el 0,2 % era de etnia alemana, el 0,1 % era de etnia azerí y el 0,1 % era de etnia georgiana